# Fútbol Club Lusitanos
Maillots
Actualités
Le FC Lusitanos est un club andorran d'identité portugaise de football. Il est basé à Andorre-la-Vieille.

## Bilan sportif

### Palmarès
- Championnat d'Andorre
  - Champion : 2012 et 2013
  - Vice-champion : 2015 et 2016

- Coupe d'Andorre
  - Vainqueur : 2002
  - Finaliste : 2008, 2009 et 2012

- Supercoupe d'Andorre
  - Vainqueur :  2012  et 2013

- Championnat d'Andorre D2 (1)
  - Champion : 2000

### Bilan européen
Note : dans les résultats ci-dessous, le score du club est toujours donné en premier
| Saison    | Compétition         | Tour           | Club              | Domicile | Extérieur | Total  |
| --------- | ------------------- | -------------- | ----------------- | -------- | --------- | ------ |
| 2010-2011 | Ligue Europa        | Premier tour Q | Rabotnički Skopje | 0 - 6    | 0 - 5     | 0 - 11 |
| 2011-2012 | Ligue Europa        | Premier tour Q | NK Varaždin       | 0 - 1    | 1 - 5     | 1 - 6  |
| 2012-2013 | Ligue des champions | Premier tour Q | Valletta FC       | 0 - 1    | 0 - 8     | 0 - 9  |
| 2013-2014 | Ligue des champions | Premier tour Q | EB/Streymur       | 2 - 2    | 1 - 5     | 3 - 7  |
| 2015-2016 | Ligue Europa        | Premier tour Q | West Ham United   | 0 - 1    | 0 - 3     | 0 - 4  |
| 2016-2017 | Ligue Europa        | Premier tour Q | NK Domžale        | 1 - 2    | 1 - 3     | 2 - 5  |